# Valentina Alexeyeva
Valentina Alexeyeva es una deportista soviética que compitió en remo. Ganó una medalla de plata en el Campeonato Mundial de Remo de 1977 y una medalla de oro en el Campeonato Europeo de Remo de 1971.

## Palmarés internacional
| Campeonato Mundial | Campeonato Mundial       | Campeonato Mundial | Campeonato Mundial |
| Año                | Lugar                    | Medalla            | Prueba             |
| ------------------ | ------------------------ | ------------------ | ------------------ |
| 1977               | Ámsterdam (Países Bajos) | Medalla de plata   | Cuatro con timonel |
| Campeonato Europeo |                          |                    |                    |
| Año                | Lugar                    | Medalla            | Prueba             |
| 1971               | Copenhague (Dinamarca)   | Medalla de oro     | Ocho con timonel   |